# Aldo Maldera
Aldo Maldera (Milano, 14 ottobre 1953 – Roma, 1º agosto 2012) è stato un calciatore e dirigente sportivo italiano, di ruolo difensore o centrocampista.

## Biografia
Dopo la nascita dei primi due figli, i genitori emigrarono da Corato, in provincia di Bari, a Bresso, dove il padre cominciò a lavorare come fruttivendolo.
Fu fratello minore di Attilio e Luigi, calciatori anch'essi, ragion per cui era conosciuto anche come Maldera III.
Soprannominato Cavallo, è morto nel 2012 all'età di 58 anni a causa di un'embolia polmonare.
Sposato con Alessandra, con cui ha avuto 2 figlie: Desiree e Matilde.

## Caratteristiche tecniche
Mancino, era dotato di un tiro potente e preciso. Possedeva inoltre abilità nella corsa e un'ottima tecnica di base, oltreché un buono stacco di testa. Si distinse per la sua velocità (ragion per cui fu soprannominato Cavallo dal compagno di squadra e di nazionale Enrico Albertosi), per il dribbling e per la capacità di crossare.

## Carriera

### Giocatore

#### Club

Maldera al tiro per la Roma nel 1983

Maldera iniziò a giocare a calcio nel Cusano Milanino nel ruolo di terzino sinistro mentre il compagno Gabriele Oriali era terzino destro. Crebbe nelle giovanili del Milan ed esordì in Serie A con la squadra rossonera il 26 marzo 1972 contro il Mantova indossando la maglia numero 10 al posto di Rivera, quel giorno indisponibile. Mandato in prestito al Bologna per farsi le ossa, vi rimase una sola stagione giocando 3 partite di campionato prima di tornare a Milano nel 1973 contendendo la fascia sinistra della difesa all'esperto Giuseppe Sabadini.
Titolare dal 1975, vinse con i rossoneri la Coppa Italia 1976-1977 (segnando la prima delle due reti della finale vinta contro l'Inter). Il suo record di realizzazioni è di 9 reti nel campionato 1978-1979, quello del celebre «scudetto della stella».
L'anno successivo il Milan si classificò terzo ma, coinvolto nello scandalo del calcioscommesse, fu retrocesso d'ufficio in Serie B. Maldera, attaccato ai colori rossoneri, non lasciò la squadra, accompagnandola anche in serie cadetta e in quella stagione fu anche capitano della squadra.
Dopo la nuova retrocessione del Milan nel 1982, Maldera passò alla Roma con cui vinse subito lo scudetto e giocò la successiva Coppa dei Campioni. Dopo tre stagioni nella capitale, giocò per due campionati nella Fiorentina dove chiuse la carriera nel 1987.

#### Nazionale

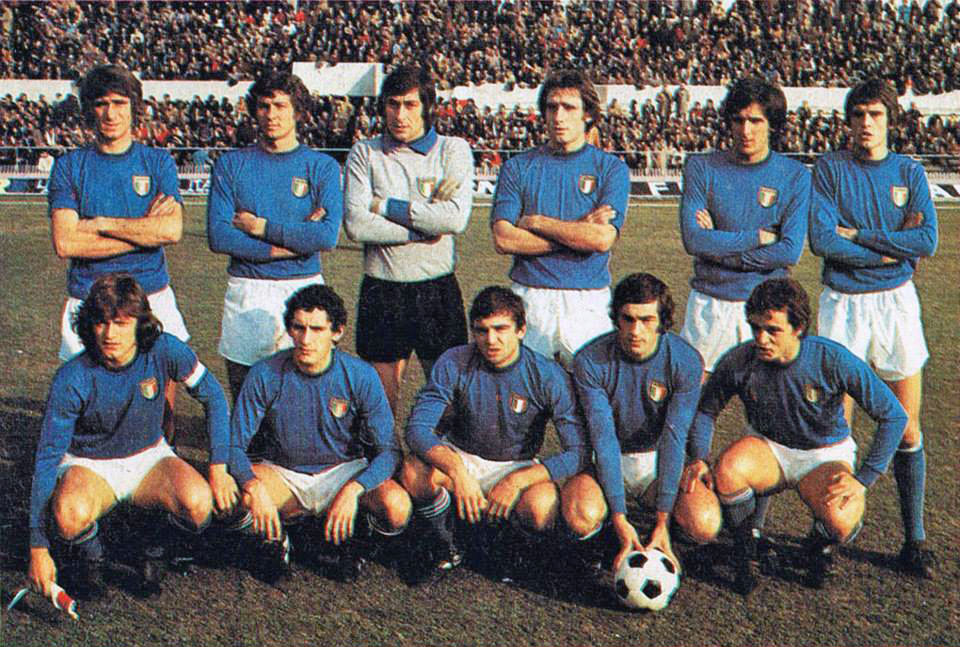
Maldera (in piedi, primo da sinistra) con la nazionale U-23 nel 1976

Nella sua carriera ha collezionato 10 presenze in nazionale, chiuso nel ruolo da Antonio Cabrini. Il suo esordio avvenne il 28 maggio 1976 a New York contro l'Inghilterra, nel Torneo del Bicentenario; partecipò al campionato del mondo 1978, dove giocò la finale per il terzo posto contro il Brasile, e al campionato d'Europa 1980. Giocò anche 9 partite con una rete in nazionale B e una partita in Under-21.

### Dopo il ritiro
Dopo il ritiro ha lavorato fino al 2004 nel settore giovanile della Roma; successivamente ha collaborato con una scuola calcio a Focene. Nel 2009 è stato direttore tecnico del Paniōnios di Atene in Grecia.

## Statistiche

### Presenze e reti nei club
| Stagione          | Squadra           | Campionato        | Campionato | Campionato | Coppe nazionali | Coppe nazionali | Coppe nazionali | Coppe continentali | Coppe continentali | Coppe continentali | Altre coppe | Altre coppe | Altre coppe | Totale | Totale |
| Stagione          | Squadra           | Comp              | Pres       | Reti       | Comp            | Pres            | Reti            | Comp               | Pres               | Reti               | Comp        | Pres        | Reti        | Pres   | Reti   |
| ----------------- | ----------------- | ----------------- | ---------- | ---------- | --------------- | --------------- | --------------- | ------------------ | ------------------ | ------------------ | ----------- | ----------- | ----------- | ------ | ------ |
| 1971-1972         | Milan             | A                 | 1          | 0          | CI              | 1               | 0               | CU                 | 0                  | 0                  | -           | -           | -           | 2      | 0      |
| lug.-nov. 1972    | Milan             | A                 | 0          | 0          | CI              | 0               | 0               | CdC                | 0                  | 0                  | -           | -           | -           | 0      | 0      |
| nov. 1972-1973    | Bologna           | A                 | 3          | 0          | CI              | 1               | 0               | CM                 | 3                  | 1                  | TAI         | 2           | 0           | 9      | 1      |
| 1973-1974         | Milan             | A                 | 18         | 1          | CI              | 4               | 0               | CdC                | 5                  | 0                  | SU          | 2           | 0           | 29     | 1      |
| 1974-1975         | Milan             | A                 | 13         | 0          | CI              | 11              | 0               | -                  | -                  | -                  | -           | -           | -           | 24     | 0      |
| 1975-1976         | Milan             | A                 | 27         | 1          | CI              | 6               | 1               | CU                 | 8                  | 1                  | -           | -           | -           | 41     | 3      |
| 1976-1977         | Milan             | A                 | 29         | 2          | CI              | 9               | 2               | CU                 | 5                  | 0                  | -           | -           | -           | 43     | 4      |
| 1977-1978         | Milan             | A                 | 28         | 8          | CI              | 0               | 0               | CdC                | 2                  | 0                  | -           | -           | -           | 30     | 8      |
| 1978-1979         | Milan             | A                 | 30         | 9          | CI              | 4               | 3               | CU                 | 6                  | 1                  | -           | -           | -           | 40     | 13     |
| 1979-1980         | Milan             | A                 | 28         | 4          | CI              | 5               | 1               | CC                 | 2                  | 0                  | -           | -           | -           | 35     | 5      |
| 1980-1981         | Milan             | B                 | 27         | 3          | CI              | 4               | 0               | -                  | -                  | -                  | -           | -           | -           | 31     | 3      |
| 1981-1982         | Milan             | A                 | 27         | 2          | CI              | 4               | 0               | CM                 | 4                  | 0                  | -           | -           | -           | 35     | 2      |
| Totale Milan      | Totale Milan      | Totale Milan      | 228        | 30         |                 | 48              | 7               |                    | 32                 | 2                  |             | 2           | 0           | 310    | 39     |
| 1982-1983         | Roma              | A                 | 26         | 1          | CI              | 7               | 0               | CU                 | 8                  | 2                  | -           | -           | -           | 41     | 3      |
| 1983-1984         | Roma              | A                 | 25         | 5          | CI              | 11              | 1               | CC                 | 7                  | 0                  | -           | -           | -           | 43     | 6      |
| 1984-1985         | Roma              | A                 | 22         | 0          | CI              | 7               | 0               | CdC                | 4                  | 0                  | -           | -           | -           | 33     | 0      |
| Totale Roma       | Totale Roma       | Totale Roma       | 73         | 6          |                 | 25              | 1               |                    | 19                 | 2                  |             | -           | -           | 117    | 9      |
| 1985-1986         | Fiorentina        | A                 | 3          | 0          | CI              | 9               | 1               | -                  | -                  | -                  | -           | -           | -           | 12     | 1      |
| 1986-1987         | Fiorentina        | A                 | 15         | 0          | CI              | 4               | 0               | CU                 | 1                  | 0                  | -           | -           | -           | 20     | 1      |
| Totale Fiorentina | Totale Fiorentina | Totale Fiorentina | 18         | 0          |                 | 13              | 1               |                    | 1                  | 0                  |             | -           | -           | 32     | 1      |
| Totale carriera   | Totale carriera   | Totale carriera   | 322        | 36         |                 | 87              | 9               |                    | 55                 | 5                  |             | 4           | 0           | 468    | 50     |

### Cronologia presenze in nazionale
| Cronologia completa delle presenze e delle reti in nazionale ― Italia | Cronologia completa delle presenze e delle reti in nazionale ― Italia | Cronologia completa delle presenze e delle reti in nazionale ― Italia | Cronologia completa delle presenze e delle reti in nazionale ― Italia | Cronologia completa delle presenze e delle reti in nazionale ― Italia | Cronologia completa delle presenze e delle reti in nazionale ― Italia | Cronologia completa delle presenze e delle reti in nazionale ― Italia | Cronologia completa delle presenze e delle reti in nazionale ― Italia |
| Data                                                                  | Città                                                                 | In casa                                                               | Risultato                                                             | Ospiti                                                                | Competizione                                                          | Reti                                                                  | Note                                                                  |
| --------------------------------------------------------------------- | --------------------------------------------------------------------- | --------------------------------------------------------------------- | --------------------------------------------------------------------- | --------------------------------------------------------------------- | --------------------------------------------------------------------- | --------------------------------------------------------------------- | --------------------------------------------------------------------- |
| 28-5-1976                                                             | New York                                                              | Inghilterra                                                           | 3 – 2                                                                 | Italia                                                                | Torneo del Bicentenario                                               | -                                                                     | 57’                                                                   |
| 3-12-1977                                                             | Roma                                                                  | Italia                                                                | 3 – 0                                                                 | Lussemburgo                                                           | Qual. Mondiali 1978                                                   | -                                                                     | 46’                                                                   |
| 21-12-1977                                                            | Liegi                                                                 | Belgio                                                                | 0 – 1                                                                 | Italia                                                                | Amichevole                                                            | -                                                                     |                                                                       |
| 25-1-1978                                                             | Madrid                                                                | Spagna                                                                | 2 – 1                                                                 | Italia                                                                | Amichevole                                                            | -                                                                     |                                                                       |
| 8-2-1978                                                              | Napoli                                                                | Italia                                                                | 2 – 2                                                                 | Francia                                                               | Amichevole                                                            | -                                                                     |                                                                       |
| 18-5-1978                                                             | Roma                                                                  | Italia                                                                | 0 – 0                                                                 | Jugoslavia                                                            | Amichevole                                                            | -                                                                     |                                                                       |
| 24-6-1978                                                             | Buenos Aires                                                          | Brasile                                                               | 2 – 1                                                                 | Italia                                                                | Mondiali 1978 - Finale 3º posto                                       | -                                                                     | [ 12 ]                                                                |
| 24-2-1979                                                             | Milano                                                                | Italia                                                                | 3 – 0                                                                 | Paesi Bassi                                                           | Amichevole                                                            | -                                                                     | 70’                                                                   |
| 13-6-1979                                                             | Zagabria                                                              | Jugoslavia                                                            | 4 – 1                                                                 | Italia                                                                | Amichevole                                                            | -                                                                     |                                                                       |
| 17-11-1979                                                            | Udine                                                                 | Italia                                                                | 2 – 0                                                                 | Svizzera                                                              | Amichevole                                                            | -                                                                     |                                                                       |
| Totale                                                                |                                                                       | Presenze                                                              | 10                                                                    |                                                                       | Reti                                                                  | 0                                                                     |                                                                       |

## Palmarès

### Club

#### Competizioni nazionali
- Coppa Italia: 3

Milan: 1971-1972, 1976-1977
Roma: 1983-1984
- Campionato italiano: 2

Milan: 1978-1979
Roma: 1982-1983
- Campionato italiano di Serie B: 1

Milan: 1980-1981

#### Competizioni internazionali
- Coppa Mitropa: 1

Milan: 1981-1982